# Pygarctia haematodes
Pygarctia haematodes là một loài bướm đêm thuộc phân họ Arctiinae, họ Erebidae.